# Vicente Genaro de Quesada
Vicente Genaro de Quesada (L'Havana, 19 de setembre de 1782-Hortaleza, 15 d'agost de 1836), marquès del Moncayo,va ser un militar espanyol.

## Biografia

### Principis
Fill del governador de Nicaragua Juan Nepomuceno de Quesada, natural de Jaén i de María Josefa de Arango y Castillo, natural de l'Havana, va ser batejat el 3 d'octubre de 1782 en l'església del Santo Ángel Custodio de l'Havana. Destinat pel seu pare a la carrera militar, va ingressar com a cadet l'any 1794 en el tercer batalló d'infanteria de Cuba, en el qual va servir fins a 1796. Aquest any va ser nomenat pel rei cadet del regiment de la Guàrdia Reial.

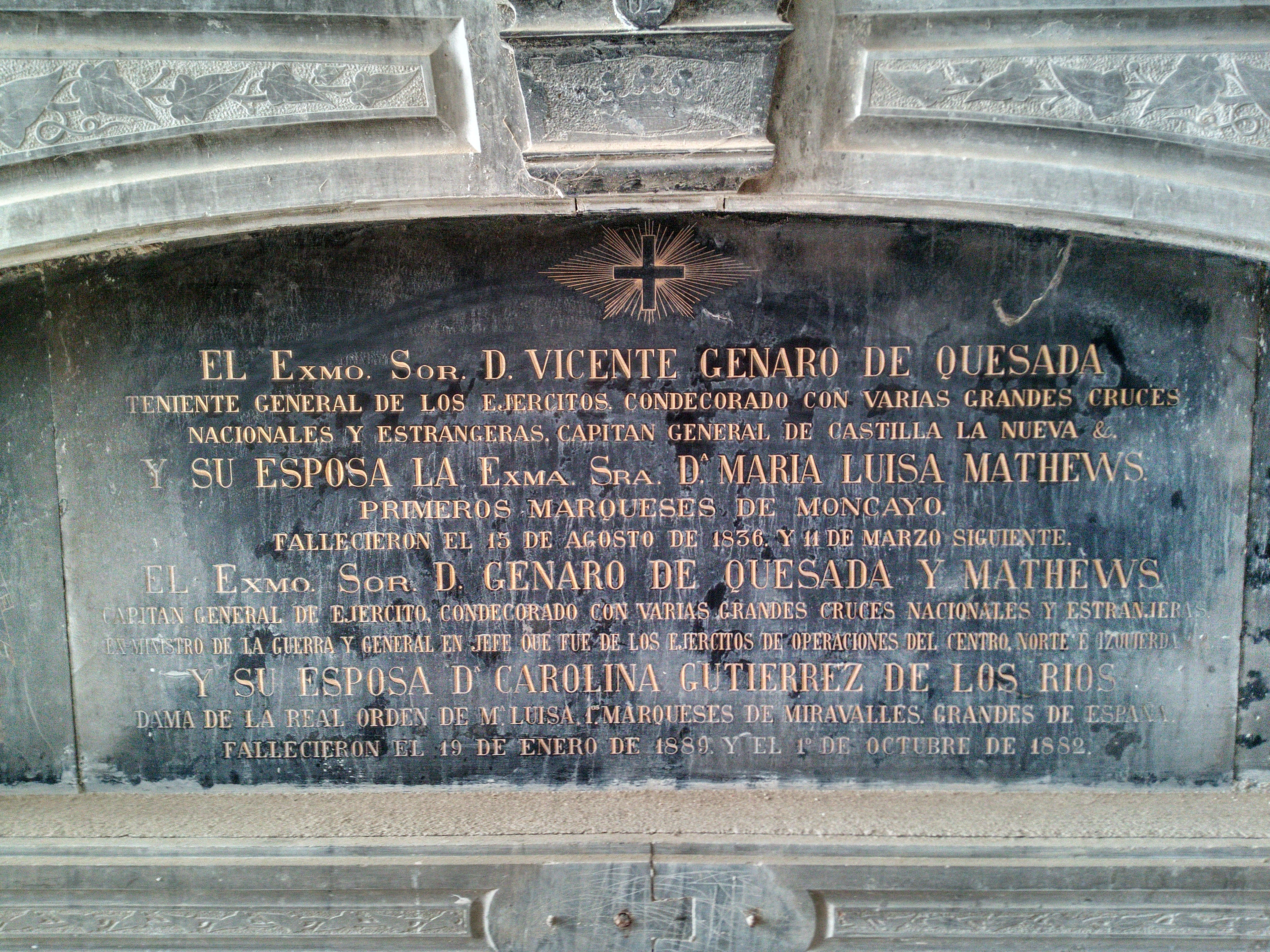

### Guerra del francès
Arribat a Madrid en 1808, va ingressar en la Guàrdia valona, participant en l'aixecament del 2 de maig de 1808. Va fugir de la capital i es va reunir amb els militars que s'havien refugiat a Badajoz, on començaven a formar l'exèrcit que havia d'enfrontar-se al dels invasors francesos. Va ser nomenat tinent coronel, rebent el comandament del primer batalló de voluntaris de Plasencia i poc després del quart batalló de guàrdies valones. L'Exèrcit d'Extremadura va passar a combatre a Castella la Vella, on fou fet presoner durant de la batalla de Gamonal del 10 de novembre de 1808, després de sofrir onze ferides, i fou conduït al dipòsit de presoners de Dijon a França. Després de dos intents de fugida fallits, va aconseguir escapar a Catalunya des d'on es va dirigir per mar a Cadis. Es va incorporar a l'exèrcit però no va obtenir el nomenament de brigadier que creia que li corresponia ni va participar en cap acció important, sent finalment nomenat governador militar i polític de Santander.

### Regnat de Ferran VII
En tornar Ferran VII a ocupar el tron, va obtenir el rang de brigadier així com diverses condecoracions per sofriment en captivitat i participació en la guerra. En oposar-se al moviment de restauració de la Constitució espanyola de 1812, va ser deposat i perseguit, refugiant-se a França. Aquí va participar activament en el moviment reialista, sent nomenat capità general de l'Exèrcit de Navarra en entrar a Espanya amb les tropes franceses. Restituït Ferran VII, va obtenir comandaments militars a Granada, València, Múrcia i Guipúscoa, i nomenat capità general d'Andalusia l'any 1825,on es va assenyalar tant a reduir els moviments constitucionals com les actuacions de bandolers. En 1831 va ser nomenat comandant general de la guàrdia reial d'infanteria i inspector general de la infanteria de línia i lleugera de l'exèrcit, amb seu a Madrid.

### Primera Guerra Carlista
En morir Ferran VII, el cercle polític que aconsellava a la reina regent no confiava en la lleialtat de Quesada, considerant-lo afecte a la causa carlista que començava a forjar-se, i va tractar d'allunyar-hlo de la Cort, nomenant-lo capità general d'Andalusia. Quesada es va oposar tenaçment al que considerava un desterrament i va aconseguir convèncer el govern de Francisco Cea Bermúdez de la seva lleialtat, sent nomenat capità general de Castella la Vella, amb residència a Valladolid. Hi va sufocar les revoltes carlistes encapçalades per Jerónimo Merino, rebent com recompensa el títol de marquès de Moncayo, prenent aquest nom al fet que posseïa un Granada un majorat amb aquest nom.
Als pocs mesos, el gener de 1834, va ser nomenat virrei de Navarra i comandant en cap de l'Exèrcit del Nord. Va donar suport el pronunciament que va promoure l'aprovació de l'Estatut Reial de 1834. Una vegada a Navarra va tenir problemes per contenir a les forces de Zumalacárregui, que a l'abril van capturar un dels seus combois a la batalla d'Alsasua i van establir un bloqueig sobre Pamplona. La premsa liberal va donar la culpa del fracàs a Quesada, qui al juny va ser rellevat del comandament. Després dels successos derivats del motí de la Granja de San Ildefonso, a l'agost de 1836, va tractar d'escapar de la capital refugiant-se a casa d'uns amics al poble d'Hortaleza, al nord de Madrid. Però va ser descobert i assassinat per una turba de la que en formaven part membres de la Milícia Nacional abans que els cuirassers de la reina Isabel II poguessin arrestar-lo.